# Notolister louettei
Notolister louettei är en skalbaggsart som beskrevs av Yves Gomy 1986. Notolister louettei ingår i släktet Notolister och familjen stumpbaggar. Inga underarter finns listade i Catalogue of Life.